# Bohuslav Sobotka
Bohuslav Sobotka (Telnice, 23 oktober 1971) is een Tsjechische politicus van de Sociaaldemocratische Partij (ČSSD). Tussen januari 2014 en december 2017 was hij premier van Tsjechië.

## Biografie
Sobotka werd geboren in Telnice, Tsjechoslowakije. Begin jaren tachtig verhuisde het gezin Sobotka naar Slavkov u Brna. Tussen 1986 en 1990 studeerde hij aan het Gymnasium Bučovica. Vervolgens studeerde Sobotka aan de Universiteit van Masaryk. Aan deze universiteit verkreeg hij een magister in de Rechten. In 1996 werd Sobotka voor het eerst verkozen in het Parlement van de Tsjechische Republiek. Tussen 2002 en 2006 was hij minister van Financiën in drie achtereenvolgende kabinetten. Naast zijn functie als minister van Financiën was Sobotka, met uitzondering van de regeerperiode van Stanislav Gross, eveneens vicepremier.
Bij de parlementsverkiezingen van 2006 werden de sociaaldemocraten verslagen door de Democratische Burgerpartij en belandden zij in de oppositie. Vier jaar later, bij de verkiezingen van 2010, werd de ČSSD ondanks een fors verlies alsnog de grootste partij, maar kon men geen coalitie vormen. Partijleider Jiří Paroubek trad als gevolg hiervan af en Sobotka volgde hem op. Onder Sobotka's leiding verloor de ČSSD bij de verkiezingen van 2013 opnieuw een aantal zetels, wat binnen de partij tot onenigheid leidde, maar bleef zij desondanks de grootste van het land. Sobotka slaagde er vervolgens in een coalitieregering te formeren met ANO 2011 en de Christendemocratische Unie. Het kabinet-Sobotka werd op 29 januari 2014 beëdigd door president Miloš Zeman.
In juni 2017 trad Sobotka af als leider van de ČSSD. De reden hiervoor waren de ongunstige peilingen voor de partij in aanloop naar de parlementsverkiezingen in oktober van dat jaar. Lubomír Zaorálek werd de nieuwe lijsttrekker, maar kon niet voorkomen dat de sociaaldemocraten een historische nederlaag leden: de partij leed 35 zetels verlies en viel terug naar 15 zetels, waarmee het slechts de zesde partij van Tsjechië werd. Het resultaat zorgde ervoor dat Sobotka in december 2017 zijn ontslag aanbood als premier. Voormalig vicepremier en minister van Financiën Andrej Babiš, die namens ANO 2011 de verkiezingen glorieus gewonnen had, werd als de nieuwe premier benoemd. In april 2018 verliet Sobotka het Tsjechische parlement.
- Gemeinsame Normdatei: 1107971586
- International Standard Name Identifier: 0000 0000 5701 9096
- Library of Congress Control Number: n2018061057
- Nationale Bibliotheek van Tsjechië: jo2002140308
- Parlement.com: vjg9j5q71pkt
- Virtual International Authority File: 84142992
- WorldCat: E39PBJtrQcQBqHTrXd7HQdChHC